# Гамарра (Колумбия)
Гамарра (исп. Gamarra) — город и муниципалитет на северо-востоке Колумбии, на территории департамента Сесар.

## История
Поселение из которого позднее вырос город было основано 3 ноября 1878 года. Название восходит к Фамилии одного из первых поселенцев Мартина Гамарры. Муниципалитет Гамарра был выделен в отдельную административную единицу в 1929 году.

## Географическое положение

Муниципалитет Гамарра

Город расположен в юго-западной части департамента, на правом берегу реки Магдалена, на расстоянии приблизительно 240 километров к юго-юго-западу (SSW) от Вальедупара, административного центра департамента. Абсолютная высота — 32 метра над уровнем моря.

Муниципалитет Гамарра граничит на севере с муниципалитетом Ла-Глория, на юге и востоке — с муниципалитетом Агуачика, на западе — с территорией департамента Боливар. Площадь муниципалитета составляет 320 км².

## Население
По данным Национального административного департамента статистики Колумбии, совокупная численность населения города и муниципалитета в 2012 году составляла 15 991 человека.
Динамика численности населения муниципалитета по годам:
| 2005   | 2006   | 2007   | 2008   | 2009   | 2010   | 2011   | 2012   |
| ------ | ------ | ------ | ------ | ------ | ------ | ------ | ------ |
| 14 472 | 14 662 | 14 879 | 15 106 | 15 328 | 15 551 | 15 777 | 15 991 |

Согласно данным переписи 2005 года мужчины составляли 52,9 % от населения Гамарры, женщины — соответственно 47,1 %. В расовом отношении белые и метисы составляли 99,5 % от населения города; негры, мулаты и райсальцы — 0,5 %.
Уровень грамотности среди всего населения составлял 80,7 %.

## Экономика
Основу экономики Гамарры составляют сельскохозяйственное производство (в структуре которого существенную роль играет животноводство) и рыболовство.

58,4 % от общего числа городских и муниципальных предприятий составляют предприятия торговой сферы, 34,8 % — предприятия сферы обслуживания, 4,3 % — промышленные предприятия, 2,5 % — предприятия иных отраслей экономики.